# Santa María de Neda
Neda (llamada oficialmente Santa María de Neda) es una parroquia española del municipio de Neda, en la provincia de La Coruña, Galicia.

## Entidades de población
Entidades de población que forman parte de la parroquia:
- A Buída
- A Corredoira da Pega
- A Curuxa
- Albarón
- Alcallás (Os Alcallás)
- Ardá
- As Augas
- As Barreiras
- As Edradas (As Hedradas)
- Bacela (A Bacela)
- Balbís (Balvís)
- Basteiro (O Basteiro)
- Bernés
- Cal (O Cal)
- Camiño da Ponte Grande
- Camiño do Murallón
- Camiño Vello (O Camiño Vello)
- Casadelos
- Combarro
- Conces
- Costa da Silva (A Costa da Silva)
- Costa do Murallón
- Coto (O Coto)
- Cruz do Pouso (A Cruz do Pouso)
- Curuxeiras (Curuxeira)
- Empedrón (O Empedrón)
- Escorial de Abaixo (O Escorial de Abaixo)
- Escorial de Arriba (O Escorial de Arriba)
- Fábrica de Labora (A Fábrica de Labora)
- Fábrica do Monte (A Fábrica do Monte)
- Fausto Cansado
- Forxá (A Forxá)
- Gandarela
- Gunduriz
- Maciñeira
- Médico Cebreiro
- Mosteirón
- Mourela Alta (A Mourela Alta)
- Mourela Baixa (A Mourela Baixa)
- Mourela do Medio (A Mourela do Medio)
- Muchiqueira (A Muchiqueira)
- Nogueirido
- O Carballal
- O Carreiro
- O Castiñeiro
- O Latedo
- O Regueiro
- Os Castros
- Os Currás
- Os Pazos
- Pega
- Pename
- Portazgo (O Portádego)
- Poulo (O Poulo)
- Puntal de Abaixo (O Puntal de Abaixo)
- Puntal de Arriba (O Puntal de Arriba)
- Rabadeña (A Rabadeña)
- Ribeira do Coto
- Ribeira de Santa María
- Ribeira da Toeleira
- San Antonio (Santo Antonio)
- Santa María
- Santo Isidro
- Sartego (O Sartego)
- Silva (A Silva)
- Toeleira (A Toeleira)
- Trasmonte
- Vilar (O Vilar)
- Vilasuso
- Xerardo Luaces
- Xubia-Casadelos (Xuvia)

## Despoblados
- Camiño da Merced (Camiño da Mercé)
- Fábrica de Xubia (A Fábrica de Xuvia)

## Demografía
| Gráfica de evolución demográfica de Neda entre 2000 y 2018 |
|                                                            |
| Datos según el nomenclátor publicado por el INE.           |